# Hernán Casciari
Hernán Casciari (Mercedes, Província de Buenos Aires, Argentina, 16 de març de 1971) és un escriptor i periodista argentí, radicat a Barcelona. És conegut pel seu treball a favor de la unió entre literatura i weblog, destacat en la blognovel·la.
Va rebre el primer Premi de Novel·la en la Bienal d'Art de Buenos Aires (1991), amb l'obra Pujar d'esquena la vida, i el premi Juan Rulfo (París, 1998), amb Nosaltres rentem la nostra roba bruta. A l'Argentina havia treballat com a cap de redacció de la revista La Ventana, com a columnista al Semanario Protagonistas i com s director del periòdic El Domingo.
La seva obra més coneguda en la xarxa, Weblog de una mujer gorda (guanyadora del concurs de weblogs de la cadena alemanya Deutsche Welle), ha estat editada en paper, amb el títol "Más respeto, que soy tu madre" (Plaza & Janés). També va ser l'artífex de El diari de Letizia Ortiz, contant els primers mesos de la vida de Letizia Ortiz en primera persona des de l'anunci del seu compromís amb l'hereu de la Corona d'Espanya.
El 2005 va posar veu en internet al protagonista de la sèrie de TV Mi querido Klikowsky. A fins del mes de setembre de 2006 es va publicar a l'Argentina i altres països de parla hispana la seva novel·la Diari d'una dona grossa, per part d'Editorial Sud-americana. Al setembre de 2007 va publicar el seu segon llibre, Espanya, vas perdre, editat sota el segell Plaza & Janés. Aquest últim llibre va ser publicat a Sud-amèrica sota el nom España, decí alpiste el mes de juliol de 2008.
El 2007 inicia un nou blog sobre sèries de televisió en l'edició digital del diari El País, i l'any següent comença a col·laborar setmanalment al suplement EP3, d'El País, i al diari argentí La Nación. L'any 2010 renuncia a tots dos diaris per raons personals i comença el projecte de la revista Orsai, originada a la blognovel·la Más respeto, que soy tu madre, on Casciari va preguntar als lectors la possibilitat de llançar un nou mitjà. Després de la desaparició d'Orsai, Cesciari va llançar el 2014 la revista de comèdia infantil Bonsai.

## Vida privada
L'any 2015 se separa de la seva dona Cristina, amb qui havia tingut la seva primera filla Nina. Aquest mateix any, a Montevideo, va patir un infart del qual es va recuperar i es va radicar a l'Argentina.
Actualment, viu a la Ciutat de Buenos Aires, amb la seva parella Julieta. El 24 d'abril del 2017, neix Pipa, la seva segona filla.